# Прогресс (Урицкий район)
Прогресс — опустевший посёлок в Урицком районе Орловской области России.
Входит в состав Луначарского сельского поселения. Считается урочищем.

## География
Ближайшие населённые пункты — Солнце, Шеньшино и Юдины Дворы. Все они также имеют статус урочищ.
Имеется одна улица — Садовая.

## Население
| 2010 |
| ---- |
| 0    |